# Сульфадиметоксин
Сульфадиметоксин — антибактериальное средство, сульфаниламидный препарат длительного действия.

## Фармакологическое действие
Сульфаниламидный препарат длительного действия. Эффективен в отношении грамположительных и грамотрицательных бактерий: действует на пневмококки, стрептококки, стафилококки, кишечную палочку, палочку клебсиеллы (палочку Фридлендера), возбудителей дизентерии; менее активен в отношении протея; активен в отношении  хламидии Chlamydia trachomatis, возбудителя трахомы (инфекционного заболевания глаз, которое может привести к слепоте); не действует на штаммы бактерий, устойчивых к другим сульфаниламидным препаратам.

## Показания к применению
Пневмония (воспаление легких), острые респираторные заболевания (заболевания дыхательных путей), бронхит (воспаление бронхов), ангина, гайморит (воспаление верхнечелюстной пазухи), отит (воспаление полости уха), воспалительные поражения центральной нервной системы, дизентерия, воспалительные заболевания мочевыводящих и желчевыводящих путей, рожистое воспаление, пиодермия (гнойное воспаление кожи), раневая инфекция, трахома, лекарственно-устойчивые формы малярии (совместно с противомалярийными препаратами).

## Способ применения
Перед назначением пациенту препарата желательно определить чувствительность к нему микрофлоры, вызвавшей заболевание у данного больного. Применяют внутрь (в таблетках). Суточную дозу дают в один прием. Интервалы между приемами 24 ч. При легких формах заболевания назначают в первый день 1 г, в последующие дни по 0,5 г; при среднетяжелых формах — соответственно, 2 г и по 1 г. Детям назначают 25 мг/кг в 1-й день и по 12,5 мг/кг в последующие дни.

## Побочные действия
Возможны головная боль, диспепсические расстройства (расстройства пищеварения), кожные высыпания, лекарственная лихорадка (резкое повышение температуры  тела при приеме препарата), лейкопения (снижение уровня лейкоцитов в крови). Курс лечения 7-10 дней.

## Противопоказания
Повышенная чувствительность к сульфаниламидным препаратам. Необходима осторожность при заболеваниях кроветворной системы и декомпенсации сердечной деятельности (снижении насосной функции сердца), беременность.

## Форма выпуска
Таблетки по 0,5 г в упаковке по 10 штук.

## Условия хранения
Список Б. В защищенном от света месте.

## Синонимы
Мадрибон, Депосул, Мадроксин, Аргибон, Аристин, Депо-Сульфамид, Фуксал, Мадриквид, Сульфастоп, Сулксин, Суперсульфа, Ультрасульфан.

## Дополнительно
Сульфадиметоксин также входит в состав препарата мазь «левосин».